# Dina El-Wedidi
Dina El-Wedidi (en arabe : دينا الوديدي, née le 1er octobre 1987 à Gizeh) est une chanteuse et musicienne égyptienne. En 2013, elle prend part au projet The Nile project.

## Biographie
Wedidi est née à Gizeh et y a grandi ainsi qu'au Caire. Elle étudie la littérature orientale avec une spécialisation en littérature turque et persane à l'Université du Caire, où elle est diplômée en 2008. Elle travaille pendant ses études comme traductrice et parfois comme guide touristique.
Elle se passionne pour la musique après avoir rejoint le projet théâtral Al-Warcha, où elle apprend à chanter une grande variété de genres traditionnels avec l'aide de son précepteur Maged Soliman. Elle décide ensuite de quitter Al-Warsha et participe à de nombreux ateliers avec des musiciens indépendants en Égypte et au-delà, comme Fathy Salama et Kamilya Jubran.
En mars 2011, elle fonde son propre groupe de musique avec six autres musiciens. Entretemps, la Révolution égyptienne de 2011 a éclaté. Elle participe à une opérette moderne, Khallina Nehlam (laisse-nous rêver), avec le groupe égyptien Masar Egbari, Tamer Shalaby et les chanteurs tunisiens Mahdi Rabeh, Anis Dridi et Mohamed Bin Jemaa. La chanson est un succès, et est associée au Printemps arabe de 2011.
En 2012, Dina est retenue dans le cadre de l’initiative Rolex Arts Mentor et, au sein de ce programme, le musicien et compositeur brésilien Gilberto Gil, accepte d'être son mentor durant un an. Ils se rencontrent à Rio de Janeiro, et elle accompagne Gilberto Gil dans ses pérégrinations autour du monde, au Brésil, en Grande- Bretagne, et en Suisse, notamment au Montreux Jazz Festival. La même année, elle invite le musicien brésilien au Cairo Jazz Festival, une jeune manifestation qui mêle artistes égyptiens et personnalités de la scène internationale.
Elle devient une des voix underground égyptienne. En 2013, elle s'associe au Nile Project (Projet du Nil), une initiative musicale et environnementale qui rassemble des musiciens et des penseurs de toute la vallée du Nil, inquiets des conflits possibles entre les États de la région sur l'accès au fleuve. Elle y participe avec sa chanson Ya Ganouby (en arabe :  ياجنوبي, traduction: Oh mon Sud), le Sud étant une métaphore pour le Nil.
En 2018, Wedidi sort son album Slumber, un album électronique expérimental produit à partir de couches de sons de trains traités, de voix de personnes et de tout ce qui peut être utilisé dans le train sur lequel elle chante. 

## Discographie
- 2014 : Songs from a Stolen Spring (compilation)
- 2014 : Turning Back (تدورو ترجع)
- 2018 : Slumber (منام)